# Psammogammarus burri
Psammogammarus burri is een vlokreeftensoort uit de familie van de Eriopisidae. De wetenschappelijke naam van de soort is voor het eerst geldig gepubliceerd in 1992 door Jaume & Garcia.